# Aillières-Beauvoir
Aillières-Beauvoir település Franciaországban, Sarthe megyében. Lakosainak száma 199 fő (2022. január 1.). Aillières-Beauvoir Louzes, Villaines-la-Carelle, Contilly, Marollette és Saint-Longis községekkel határos.

## Népesség
A település népességének változása:
| Lakosok száma | 214  | 220  | 225  | 217  | 211  | 205  | 199  | 199  | 199  |
|               | 2013 | 2015 | 2016 | 2017 | 2018 | 2019 | 2020 | 2021 | 2022 |